# Cessna 188
O Cessna 188 é uma família de aviões agrícolas produzidos entre 1966 e 1983 pela Cessna.
As várias versões do 188: AGwagon, AGpickup, AGtruck e AGhusky, em conjunto com a versão AGcarryall do Cessna 185, constituíram a linha de aviões agrícolas produzidos pela Cessna.

## Desenvolvimento
No início da década de 1960 a Cessna decidiu expandir sua já ampla linha de aeronaves leves ao entrar no mercado de aviões agrícolas. Eles entrevistaram pilotos e operadores que utilizavam outras marcas de aeronaves agrícolas para entender quais características e capacidade os operadores buscavam. A aeronave resultante desta pesquisa foi convencional, de assento único, motor a pistão e com asa baixa.
O Cessna 188 foi baseado fortemente no Cessna 180, com a versão inicial usando a mesma cauda, além do mesmo motor Continental O-470-R de 230 hp (170 kW). A estrutura do 188 é predominantemente construída em alumínio 2024-T3, com o tanque químico construído de fibra de vidro. A fuselagem é de construção semi-monocoque e é pressurizada nos modelos mais recentes (usando a pressão dinâmica resultante da velocidade da aeronave) para reduzir a ingestão de químicos na estrutura.
O Cessna 188 voou pela primeira vez em 19 de fevereiro de 1965. A aeronave foi certificada e entrou em produção em fevereiro de 1966, com 241 aeronaves entregues no primeiro ano.
O projeto inicial do 188 foi tão bem sucedido que ao longo de sua produção que durou 17 anos a estrutura básica manteve-se a mesma. Apenas os motores e os dispensadores de produtos agrícolas foram sendo atualizados, além de algumas outras pequenas mudanças aos sistemas de ventilação.
O principal uso para o 188 foi em operações agrícolas, mas muitos modelos foram posteriormente adquiridos para utilização como rebocadores de planadores.
Um total de 3.976 Cessna 188 de todas as quatro variantes foram construídos durante sua produção, constituído de 53 AGpickups, 1589 AGwagons, 1949 AGtrucks e 385 AGhuskies.

## Variantes
188 AGwagon 230
Versão inicial motorizada com um Continental O-470-R de 230 hp (0 kW), um tanque químico de 200 Galões Americanos (760 litros), com um peso na categoria normal de 3 300 lb (0 kg) e 3 800 lb (0 kg) na categoria restrita. Certificado em 14 de fevereiro de 1966.

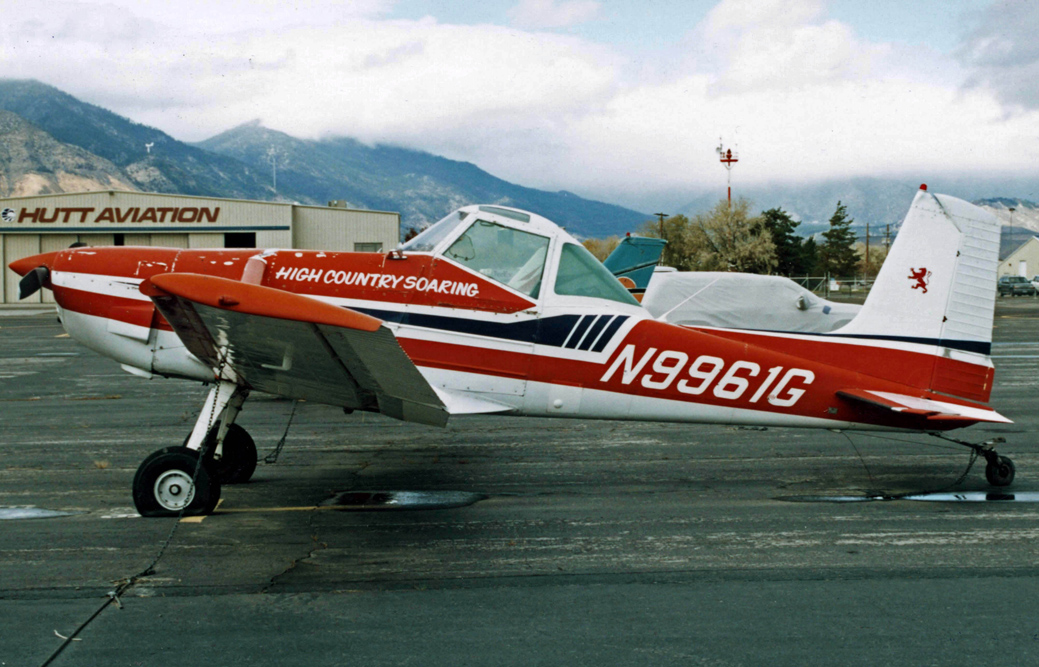
Cessna A188A AGwagon construído em 1971 sendo utilizado em Minden (Nevada) como rebocador

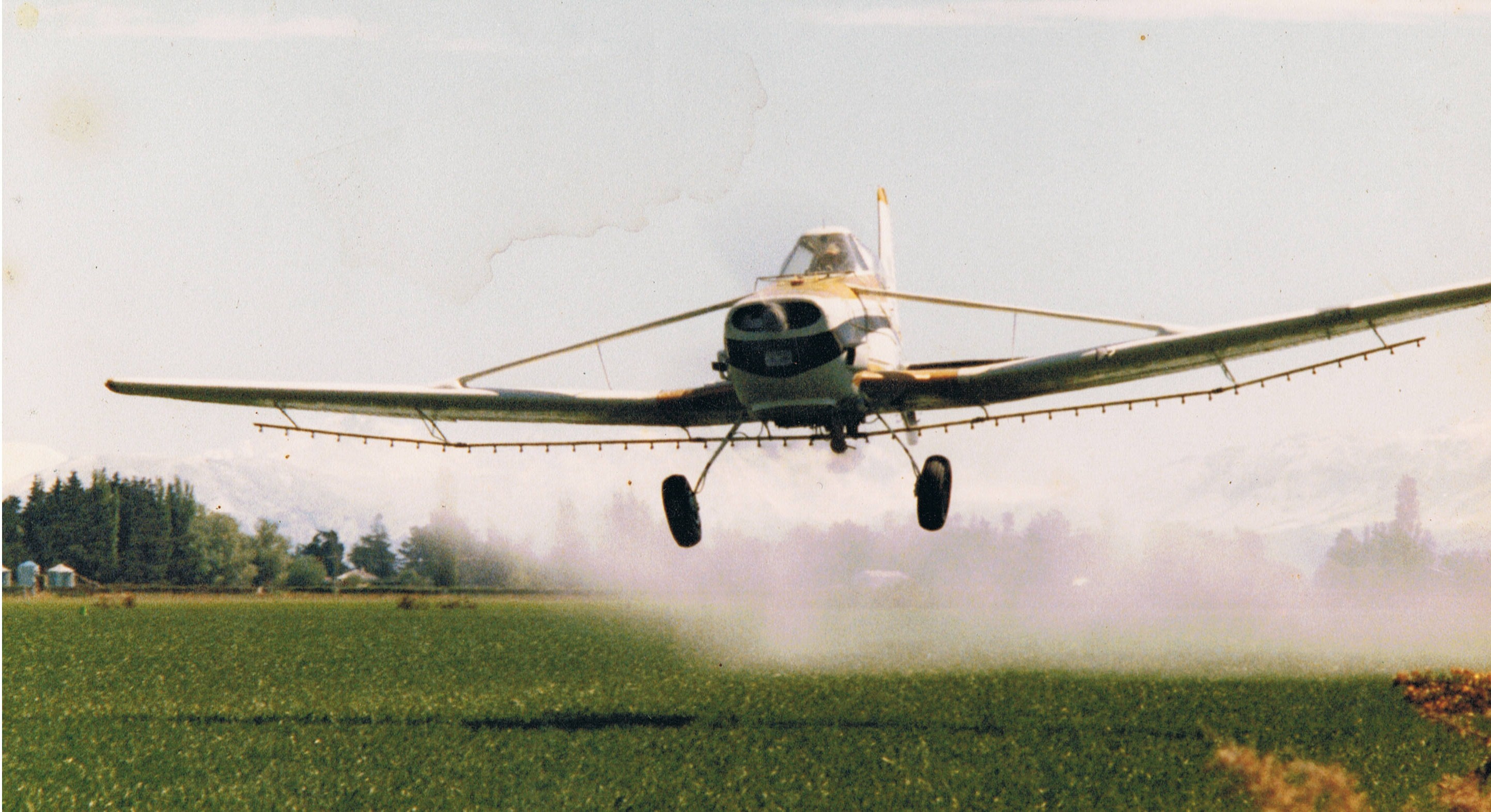
Cessna 188 AGWagon em Canterbury (Nova Zelândia), 1979

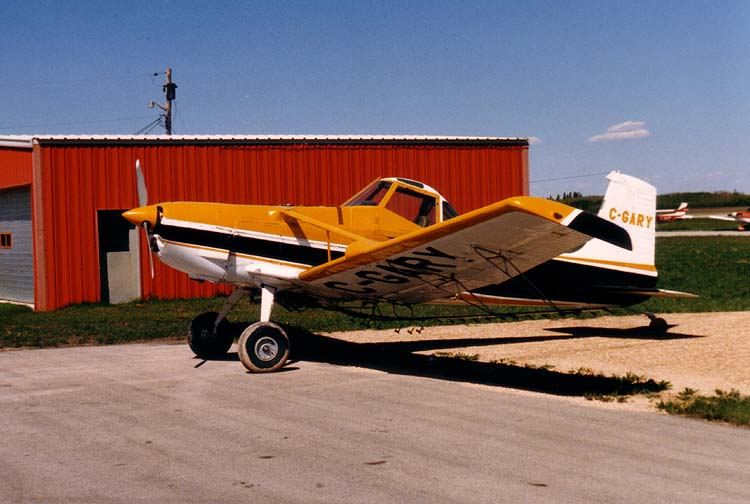
Um Cessna A188B-300 AGtruck em Steinbach (Manitoba), maio de 1988

188A AGwagon "A"
Motorizado com um Continental O-470-R de 230 hp (0 kW), um tanque químico de 200 Galões Americanos (760 litros), com um peso na categoria normal de 3 300 lb (0 kg) e 3 800 lb (0 kg) na categoria restrita. Certificado em 26 de setembro de 1969.
188A AGwagon "B"
Motorizado com um Continental O-470-R de 230 hp (0 kW), um tanque químico de 200 Galões Americanos (760 litros), com um peso na categoria normal de 3 300 lb (0 kg) e 3 800 lb (0 kg) na categoria restrita. Certificado em 26 de setembro de 1969.
188B AGpickup
Motorizado com um Continental O-470-R ou O-470-S de 230 hp (0 kW), um tanque químico de 200 Galões Americanos (760 litros), com um peso na categoria normal de 3 300 lb (0 kg) e 3 800 lb (0 kg) na categoria restrita. Certificado em 20 de dezembro de 1971, produção encerrada em 1976.
A188 AGwagon 300
Versão inicial motorizada com um Continental IO-520-D de 300 hp (0 kW), um tanque químico de 200 Galões Americanos (760 litros), com um peso na categoria normal de 3 300 lb (0 kg) e 4 000 lb (0 kg) na categoria restrita. Certificado em 14 de fevereiro de 1966.
A188A AGwagon "A"
Motorizado com um Continental IO-520-D de 300 hp (0 kW), um tanque químico de 200 Galões Americanos (760 litros), com um peso na categoria normal de 3 300 lb (0 kg) e 4 000 lb (0 kg) na categoria restrita. Certificado em 26 de setembro de 1969.
A188A AGwagon "B"
Motorizado com um Continental IO-520-D de 300 hp (0 kW), um tanque químico de 200 Galões Americanos (760 litros), com um peso na categoria normal de 3 300 lb (0 kg) e 4 000 lb (0 kg) na categoria restrita. Certificado em 26 de setembro de 1969.
A188B, AGwagon "C" eand AGtruck
Motorizado com um Continental IO-520-D de 300 hp (0 kW), um tanque químico de 280 Galões Americanos (1.060 litros), com um peso na categoria normal de 3 300 lb (0 kg) e 4 000 lb (0 kg) na categoria restrita. Certificado em 20 de dezembro de 1971, produção do AGwagon encerrada em 1981 e do AGtruck em 1985.
T188C AGhusky
Motorizado com um Continental TSIO-520-T de 310 hp (0 kW), um tanque químico de 280 Galões Americanos (1.060 litros), com um peso na categoria normal de 3 300 lb (0 kg) e 4 400 lb (0 kg) na categoria restrita. Certificado em 8 de setembro de 1978, produção encerrada em 1985.

## Aeronaves em exibição
- Museum of Transport and Technology, Western Springs, Auckland, Nova Zelândia – Cessna A188 Agwagon ZK-COO[5]
- Aero Space Museum of Calgary, Alberta, Canadá – Cessna AgWagon 1966 C-GXQM[6]